# Lennart Ebbekke
Lennart Ebbekke, född 28 januari 1934, död 15 augusti 1986 i Bålsta, var en svensk flygkapten och båtbyggare.
Lennart Ebbekke började flyga för SAS 1957. Han var engagerad i motorbåtsport tillsammans med bland andra kollegan i SAS Herman Henriksson. De byggde tillsammans båten Weedo i plywood. Den var fyra meter lång och hade ett kraftigt v-format skrov med  en bottenvinkel på 22 grader. Influenserna hämtade de från den amerikanske båtkonstruktören Richard Bertram (1916–2000). Den hade en Mercury Marine utombordare på 50 hästkrafter, och de deltog med den i det första Roslagsloppet 1962.. Motorn var dock för svag för att de skulle nå en topplacering. De utvecklade båten och deltog med en variant i plast, Weedo GT, i Roslagsloppet 1965, där de kom på andra plats. Tillverkningsrättigheterna för Weedo såldes därefter till Sigurd Isacson, som tog upp produktion i sitt företag Örnbåtar i Bollnäs.
Herman Henriksson konstruerade därefter Smuggler 18, som också byggdes i Lennart Ebbekkes garage av Henriksson och Ebbekke, under 1967 i sammanlagt tio exemplar.
År 1969 vann paret Roslagsloppet, med Lennart Ebbekke som navigatör.
Lennart Ebbekke omkom i en flygolycka 1986, då hans flygplan av typ Pitts S-2A störtade vid träning i konstflygning över hans hästgård i Bålsta i Uppland.